# DJ Nigga Fox
DJ Nigga Fox (né le 18 août 1990 à Luanda, en Angola) est un producteur et DJ portugais de musique électronique.

## Histoire
Il développe son propre style dance underground, qui inclut les sons du kuduro, de l'afro-house, de la tarraxinha et de la batida, remettant en question la tradition des rythmes africains et combinant son héritage avec la complexité expérimentale qui le caractérise. DJ Nigga Fox est l'un des principaux artistes émergents issus des communautés d'origine africaine au Portugal, ajoutant une diversité musicale et rythmique à la production et à la culture de la musique électronique fusion.
DJ Nigga Fox est découvert et lancé par le label discographique portugais Príncipe en 2011, et depuis lors, il se produit dans le monde entier, sur les principales scènes nationales et internationales, notamment au Sónar (Barcelone), au Berghain (Berlin), au Club to Club (Turin, Italie), à l'Iminente (Lisbonne), et à la Maison de la musique (Paris), etc.. Considéré par la presse comme l'un des producteurs de musique électronique les plus « talentueux » de sa génération,, il est cité et listé à plusieurs reprises par certaines publications musicales internationales telles que Pitchfork et Trax Magazine.
Au début de l'année 2015, Thom Yorke de Radiohead partage certains des morceaux qu'il écoute à l'époque, notamment Weed de DJ Nigga Fox, issu d'une liste comprenant des producteurs tels que Kool A.D. et Bernard Parmegiani. À une époque où peu de gens connaissaient le label Príncipe et ses sorties, Yorke a permis aux polyrythmies déconcertantes de Rogério Brandão, ainsi qu'à ses collègues du label représentant la diaspora afro-lusophone de Lisbonne, d'être montrées au reste du monde.
En 2016, les cinéastes britanniques Tim et Barry présentent en première internationale leur documentaire Sounds of the Ghetto, dans lequel ils rendent compte de leurs recherches sur les sous-genres et les communautés musicales, en se concentrant sur le label Príncipe, qui donne une visibilité nationale et internationale à un mouvement de musique électronique d'influence africaine créé dans les banlieues et les HLM de Lisbonne, avec DJ Nigga Fox, entre autres, qui s'est imposé comme l'un des visages de ce label indépendant.
En 2020, l'ouverture du Festival international du documentaire de Copenhague est marquée par la musique de DJ Nigga Fox, qui contribue à la bande-son des films sélectionnés Batida de Lisboa de Rita Maia, et Vasco Viana et Vitalina Varela de Pedro Costa. 

## Discographie partielle

### Albums studio
- 2013 : O Meu Estilo EP (Príncipe)
- 2014 : Various Artists: CARGAA 1 (avec le morceau LUMI) (Warp Records)
- 2015 : Noite E Dia (Príncipe)
- 2017 : 15 Barras (Príncipe)
- 2018 : Crânio (Warp Records)
- 2019 : Cartas Na Manga (Príncipe)[8]
- 2020 : Labanta Braço (Rimas e Batidas x Raptilário)
- 2020 : Verão Dark Hope (avec le morceau Sofrimento É de +)
- 2020 : Naruto[9] (Príncipe)